# Aron Emilsson
Robert Aron Emilsson, född 20 februari 1990 i Kilanda församling i Älvsborgs län, är en svensk politiker (sverigedemokrat). Han är ordinarie riksdagsledamot sedan 2014, invald för Östergötlands läns valkrets sedan 2022 (dessförinnan invald för Skåne läns västra valkrets 2014–2018 respektive Västra Götalands läns västra valkrets 2018-2022). Emilsson är ordförande i utrikesutskottet sedan 2022.

## Biografi
Emilsson har sin uppväxt och politiska bakgrund i Västra Götaland men har påbrå från Östergötland. Sedan hösten 2018 är Aron Emilsson bosatt i Söderköpings kommun, i Sankt Anna skärgård. Emilsson var ordförande i elevrådet under sin gymnasietid. Han har utbildat sig i statsvetenskap och kulturarvsfrågor med en filosofie kandidat-examen vid Göteborgs universitet. Innan valet till riksdagsman arbetade han i olika befattningar åt Svenska kyrkan, senast som kyrkvaktmästare och kyrkskrivare.

## Politisk karriär
Emilsson gick med i Sverigedemokratisk Ungdom 2009. I valet 2010 valdes han in i Lerums kommunfullmäktige. Han blev snabbt distriktsordförande för ungdomsförbundet och kom att sitta i förbundsstyrelsen för SDU mellan 2010 och 2012. Han är sedan 2015 invald i Sverigedemokraternas partistyrelse.

### Riksdagsledamot
Han invaldes 2014 i Sveriges riksdag, där han blev ledamot av kulturutskottet, suppleant i miljö- och jordbruksutskottet och ledamot av Nordiska rådets svenska delegation. Sedan 20 oktober 2021 är han istället ledamot av utrikesutskottet och sedan 2022 dess ordförande. Som utrikespolitisk talesperson vill han att SD:s utrikespolitik ska bli tydlig med prioriteringen Norden-Östersjöområdet-Europa-världen, i den fallande ordningen.

### Kyrkopolitiker
Emilsson var mellan 2014 och 2021 ledamot av kyrkomötet tillika gruppledare 2017-2021. Han var tidigare, tillsammans med Julia Kronlid, nationellt ansvarig för partiets kyrkopolitik. I en debattartikel inför kyrkovalet 2017 skrev Emilsson: "Efter decennier av socialdemokratiskt maktmonopol har Svenska kyrkan i alltför hög grad utvecklats till en politiskt vänsterliberal opinionsbildare där respekt för klassiskt kristen tro fått stryka på foten till förmån för socialistiska och liberala politiska ställningstaganden." Han menar att det är mot bakgrund av detta som Sverigedemokraternas kyrkopolitiska engagemang ska ses. "I motsats till Socialdemokraterna har Sverigedemokraterna inte som mål att låta sekulära partipolitiska dogmer styra kyrkans verksamhet, eller kullkasta kyrkans lära. Vi vill i stället utifrån en socialkonservativ och teologisk grund ta ansvar för att förvalta en i grunden god samhällsinstitution tillsammans med dem som utgör kyrkan; medlemmarna, anställda och förtroendevalda."

### Politiska ställningstaganden
Emilsson har angett Erik Gustaf Geijer som sin politiska förebild. Han har uppgett sina viktigaste politiska frågor vara att satsa på ett Sverige där kristna värden får större inflytande över politiken, vinster inte tillåts inom skattefinansierad vård och omsorg, det ekonomiska stödet till glesbygden ökar, stödet till vindkraften  tas bort, Sverige lämnar EU och försvarsanslagen ökar. Han uppger sig stå något till höger politiskt. Han har av bedömare pekats ut som en företrädare för den s.k. "ansvarslinjen" i Sverigedemokraterna, med vilket menas att anpassa tonläget för att framstå som ett regeringsdugligt parti.